# Acuerdo de alto el fuego entre Israel y Líbano de 2024
El acuerdo de alto el fuego entre Israel y Líbano fue un pacto que tuvo lugar el 27 de noviembre de 2024 entre Israel y Líbano junto con varios países que actuaron como mediadores, incluidos los Estados Unidos.Desde el 8 de octubre de 2023, un día después del inicio de la guerra de Gaza, Israel y Hezbolá habían estado enfrentándose, y el 1 de octubre de 2024, Israel inició una invasión al Líbano. El acuerdo establece una suspensión de hostilidades de 60 días, durante los cuales Israel debe retirar sus fuerzas del sur de Líbanoy Hezbolá debe replegar sus fuerzas al norte del río Litani. Un panel de monitoreo compuesto por cinco países, liderado por los Estados Unidos, supervisará la implementación del acuerdo, mientras que 5000 tropas libanesas serán desplegadas para garantizar el cumplimiento. El acuerdo permite que tanto Israel como Líbano actúen en defensa propia, aunque las autoridades israelíes y libanesas discreparon sobre lo que eso implica.
En noviembre de 2024, el enviado estadounidense Amos Hochstein se reunió con líderes libaneses e israelíes para negociar el acuerdo de alto el fuego. En el Líbano, Hochstein se reunió con el presidente del Parlamento, Nabih Berri, quien contó con el respaldo de Hezbolá para liderar las negociaciones. El 20 de noviembre, el secretario general de Hezbolá, Naim Qassem, aprobó el acuerdo. Francia se sumó como mediador tras retractarse de su declaración de que arrestaría a Benjamín Netanyahu por presuntos crímenes de guerra. Después de retrasos por parte de Israel, Hochstein amenazó con retirarse de las negociaciones si Israel no avanzaba con el acuerdo. El 26 de noviembre, el Gabinete de Seguridad de Israel aprobó el acuerdo con una votación de 10 a 1. El alto el fuego fue considerado un logró significativo para la administración de Joe Biden, quien declaró que el acuerdo estaba «diseñado para ser una cesación permanente de las hostilidades».
La guerra del Líbano de 2006 terminó con la Resolución 1701 del Consejo de Seguridad de las Naciones Unidas, que pedía a Israel retirarse del Líbano y a Hezbolá desarmarse. Sin embargo, ambas partes violaron la resolución, ya que Hezbolá continuó acumulando armas y el ejército israelí siguió entrando en territorio libanés incluso en ausencia de hostilidades.Actualmente, el ejército libanés se encuentra debilitado por la crisis económica y la falta de recursos, lo que genera preocupación sobre su capacidad para hacer cumplir los términos del alto el fuego.Si bien muchos libaneses desean el fin del conflicto, persisten los temores de que Hezbolá no respete el alto el fuego y se rearme en el sur del Líbano. Por su parte, en Israel, el desplazamiento prolongado de civiles cerca de la frontera y la presión sobre el ejército subrayan la necesidad de una solución duradera.
El 20 de diciembre la agencia de noticias libanesa, National News Agency (NNA) denunció que desde el 27 de noviembre Israel había violado las condiciones del alto el fuego al menos 259 veces, con treinta y una personas asesinadas y otras treinta y nueve heridas durante dichas violaciones. Hezbolá también habría violado el alto el fuego varias veces al trasladar tropas al sur del río Litani y disparar contra las Fuerzas de Defensa de Israel al menos una vez sin causar víctimas.

## Antecedentes
El 8 de octubre de 2023, Hezbolá comenzó a disparar cohetes guiados y proyectiles de artillería contra posiciones israelíes en las granjas de Shebaa, afirmando que era en solidaridad con los palestinos tras el ataque de Hamás contra Israel del 7 de octubre de 2023 y el comienzo del bombardeo israelí de la Franja de Gaza. Israel respondió lanzando ataques con aviones no tripulados y proyectiles de artillería contra posiciones de Hezbolá. También llevó a cabo ataques aéreos en todo el Líbano y en Siria. Esto rápidamente se convirtió en intercambios militares transfronterizos regulares entre Hezbolá e Israel, que afectaron al norte de Israel, el sur del Líbano y los Altos del Golán. Hezbolá dijo que su objetivo era presionar a Israel obligándolo a luchar en dos frentes. Hezbolá ofreció un alto el fuego inmediato si también se producía un alto el fuego en Gaza.
En septiembre de 2024, Israel llevó a cabo dos oleadas de ataques con dispositivos electrónicos dirigidos contra los sistemas de comunicación de Hezbolá y asesinó a las figuras principales del grupo, incluido el asesinato del secretario general Hasán Nasralá durante un atentado el 27 de septiembre que destruyó la sede principal de Hezbolá en Beirut. El 1 de octubre, el ejército israelí inició una invasión a gran escala del sur del Líbano.
En el norte de Israel, el conflicto obligó a aproximadamente 96.000 personas a abandonar sus hogares, mientras que en el sur del Líbano, la invasión israelí y los bombardeos han obligado a más de 1,4 millones a huir a otras zonas del norte del Líbano. Hezbolá declaró que no detendría los ataques contra Israel hasta que este detuviera sus operaciones militares en Gaza; mientras que Israel dijo que sus ataques continuarían hasta que sus ciudadanos pudieran regresar sanos y salvos al norte.

## Proceso de negociación
El 5 de enero de 2024, el entonces secretario general de Hezbolá, Hasán Nasralá, pidió negociaciones sobre la demarcación de la frontera entre Líbano e Israel (también en relación con el territorio en disputa de las Granjas de Shebaa). Pero basó estas negociaciones en un acuerdo que también implicara un alto el fuego en Gaza. En julio de 2024, Nasralá volvió a prometer un alto el fuego en la frontera libanesa si también se producía un alto el fuego en Gaza. En junio de 2024, el enviado estadounidense Amos Hochstein viajó al Líbano para reunirse con el presidente del Parlamento libanés, Nabih Berri. También se reunió con el primer ministro israelí, Benjamin Netanyahu, en Israel. Hochstein también hizo una visita similar en agosto. Un analista libanés declaró en ese momento que Hezbolá no esperaba que la guerra en Gaza «continuara durante tanto tiempo».
El 25 de septiembre, Estados Unidos, la Unión Europea, Catar y varios otros países pidieron un alto el fuego de 21 días entre Israel y el Líbano. El líder de Hezbolá, Nasralá, expresó su acuerdo con esta propuesta de alto el fuego al ministro de Asuntos Exteriores libanés, pero esto no fue comunicado al Departamento de Estado de los Estados Unidos. El 27 de septiembre, Israel asesinó a Nasralá. A finales de octubre se propuso un alto el fuego de 60 días.
En noviembre de 2024, el enviado estadounidense Amos Hochstein se reunió con los líderes libaneses e israelíes para negociar un acuerdo de alto el fuego. En el Líbano, se reunió con el presidente del Parlamento libanés, Nabih Berri, que contaba con el apoyo de Hezbolá para negociar. El 20 de noviembre, el secretario general de Hezbolá, Naim Qassem, aprobó el acuerdo. Francia se sumó como mediadora del acuerdo después de que se retractara de su declaración de que arrestaría a Benjamin Netanyahu por presuntos crímenes de guerra. Después de algunas demoras por parte israelí, Hochstein amenazó con retirarse de las negociaciones a menos que Israel avanzara con el acuerdo. El 27 de noviembre, el gabinete de seguridad de Israel aprobó el acuerdo en una votación de 10 a 1. El presidente estadounidense Joe Biden declaró que el acuerdo estaba «diseñado para ser un cese permanente de las hostilidades».

## Acuerdo del alto el fuego
El 26 de noviembre de 2024, el primer ministro de Israel, Benjamín Netanyahu, anunció la transferencia de un acuerdo de alto el fuego al Gabinete de Seguridad de Israel para su aprobación. El gabinete votó 10 a 1 a favor de aprobar el acuerdo, siendo el único voto en contra el del ministro de Seguridad Nacional, el utraderechista Itamar Ben-Gvir.
Según informes israelíes, el acuerdo de alto el fuego incluye las siguientes cláusulas:
1. Hezbolá, o cualquier otro movimiento armado en el Líbano, no llevará a cabo ninguna acción ofensiva contra Israel.
2. Israel no llevará a cabo ninguna acción ofensiva contra objetivos en el Líbano, ni siquiera en tierra, ni en el aire ni en el mar.
3. Israel y el Líbano reconocen la importancia de la Resolución 1701 del Consejo de Seguridad de las Naciones Unidas.
4. El ejército libanés y las fuerzas de seguridad libanesas serán los únicos grupos armados autorizados a operar en el sur del Líbano.
5. La venta, el suministro y la producción de armas en el Líbano estarán bajo la supervisión y control del gobierno libanés.
6. Se desmantelarán todas las instalaciones no autorizadas que se dediquen a la producción de armas y sus accesorios, así como la infraestructura y las posiciones militares. Las armas no autorizadas que no cumplan con estas obligaciones serán confiscadas.
7. Se creará un comité que sea aceptable para Israel y el Líbano, que supervisará y ayudará a garantizar la aplicación del acuerdo. En la aplicación participarán, entre otros, Estados Unidos, el Reino Unido, Francia y Alemania.
8. Israel y el Líbano informarán de cualquier posible violación de los compromisos al citado comité y a la FINUL.
9. Se desplegarán fuerzas militares libanesas a lo largo de todas las fronteras y puntos de cruce del país.
10. Israel retirará gradualmente sus fuerzas hacia territorio israelí en un período de hasta 60 días.
11. Durante este período, los operativos de Hezbolá se retirarán al norte del río Litani, mientras que las únicas fuerzas armadas a las que se les permitirá permanecer en esa zona serán las Fuerzas Armadas Libanesas y la fuerza de la FINUL.
12. Israel conservará «completa libertad de acción militar» para atacar al Líbano en caso de violación del acuerdo por parte de Hezbolá u otra entidad en el Líbano.
13. No se establecerá una zona de amortiguación entre las aldeas del sur del Líbano y los asentamientos israelíes en la línea de conflicto.
14. Estados Unidos  promoverá negociaciones indirectas entre Israel y Líbano para alcanzar una frontera terrestre reconocida.

Según informes libaneses, una fuente del gobierno libanés informó que si no se producen escaladas ni violaciones del acuerdo antes de las 10 a. m. hora local del 27 de noviembre de 2024, el acuerdo de alto el fuego entrará en vigor. El primer ministro del Líbano, Najib Mikati, expresó su firme apoyo al acuerdo e instó a la comunidad internacional a ayudar a implementarlo de inmediato para «detener la agresión israelí».

## Violaciones del alto el fuego
El Gobierno libanés, Hezbolá y Francia han acusado a Israel de violar el alto el fuego. El 2 de diciembre, Francia informó que Israel había violado el alto el fuego 52 veces. El 20 de diciembre la agencia de noticias libanesa, National News Agency (NNA) denunció que desde el 27 de noviembre Israel había violado las condiciones del alto el fuego al menos 259 veces, con treinta y una personas asesinadas y otras treinta y nueve heridas durante dichas violaciones.Por su parte Israel acusó a Hezbolá de violar el alto el fuego y anunció que sus fuerzas permanecerán en el sur del Líbano más allá del plazo de 60 días debido a que el ejército libanés no se ha desplegado completamente y en algunos lugares está ayudando a Hezbolá. Para el 28 de noviembre, no se había informado de ningún caso en el que Hezbolá disparara contra Israel desde que entró en vigor el alto el fuego.
Sin embargo, a fecha de 27 de diciembre, los medios de comunicación informan de que el alto el fuego se ha mantenido en gran medida.

### Primera violación
Han surgido afirmaciones contradictorias sobre cuál fue la primera violación del alto el fuego. Según Israel, la primera violación ocurrió el 27 de noviembre a las 9:30 a.m., en Kfar Kila, donde «agentes de Hezbolá habrían entrado en la ciudad, que está a sólo unos kilómetros de la frontera», incluido un comandante local. También surgieron informes contradictorios sobre si los cuatro fueron arrestados o expulsados. En el mismo incidente, la artillería israelí disparó cinco proyectiles hacia la frontera de Fátima, cerca de Khiyam.
En cambio, medios estatales libaneses afirmaron que la primera violación del alto el fuego se produjo el 27 de noviembre de 2024, cuando las fuerzas israelíes abrieron fuego contra un grupo de periodistas en la ciudad de Al-Khiyam, en el sur del Líbano, apenas horas después de que comenzara el alto el fuego. Los periodistas, entre ellos Abdelkader Bay, un videoperiodista, estaban informando desde la zona cuando se produjo el tiroteo. Bay, junto con otro periodista de Associated Press y uno de Sputnik, resultaron heridos por disparos israelíes. Bay contó que oyó el sonido de los tanques israelíes que se retiraban de la zona, seguido de los disparos dirigidos contra el grupo de periodistas que estaban filmando. A pesar de ser claramente identificables como periodistas, fueron atacados por soldados israelíes. Otro periodista, Ali Hachicho, que no resultó herido, describió cómo se iniciaron los disparos tan pronto como los periodistas comenzaron a documentar las actividades militares. El incidente fue condenado por el Sindicato de Editores de Prensa Libaneses, que lo calificó como la primera violación del acuerdo de alto el fuego.

### Por Israel
27 de noviembre
Al día siguiente de que entrara en vigor el alto el fuego, las FDI dispararon contra los civiles que trataban de regresar a sus hogares en la aldea de Al-Khiam y utilizaron drones en la zona. La radio del ejército israelí y el Canal 12 de noticias informaron de varias muertes de civiles. El ejército libanés no hizo comentarios sobre el incidente. Nabih Berri, quien negoció el acuerdo por el lado libanés, había dicho a los refugiados libaneses que podían regresar a sus hogares. Mientras tanto, el primer ministro israelí Netanyahu dio instrucciones al ejército israelí de no permitir de inmediato el ingreso de refugiados a las aldeas cercanas a la frontera.
Las FDI afirmaron que esto era por su propia seguridad. Las FDI dispararon tiros de advertencia a vehículos que se acercaban a Kafr Kila, dispararon a varias personas en Mais al-Jabal y detuvieron a cuatro ciudadanos libaneses que, según afirmaron, eran miembros de Hezbolá. A pesar de las advertencias, miles de familias libanesas desplazadas comenzaron a regresar a sus hogares en el sur del Líbano.
28 de noviembre
El Líbano acusó a Israel de violar el alto el fuego con ataques aéreos y bombardeos sobre varias aldeas, lo que provocó dos heridos por disparos de tanques. El ataque aéreo israelí tuvo como objetivo a militantes de Hezbolá al norte del río Litani, una zona fuera del acuerdo de alto el fuego. Además, las fuerzas israelíes hirieron a civiles en Al-Taybeh y Marjeyouan, demolieron casas en el sur del Líbano y se trasladaron a zonas a las que anteriormente no habían ocupado. Hassan Fadlallah, miembro del Parlamento libanés , afirmó que Israel atacó a civiles que intentaban regresar a sus hogares.

### Por Hezbolá
Las FDI afirmaron que los sospechosos se acercaron a zonas fronterizas, una zona prohibida según las condiciones del alto el fuego. También identificaron actividad en una instalación de Hezbolá utilizada para almacenar cohetes de mediano alcance. Las FDI también dijeron que dos miembros de Hezbolá entraron en un sitio en el sur del Líbano utilizado para disparar docenas de cohetes contra Israel. Las FDI también dijeron que los miembros de Hezbolá intentaron llegar a zonas prohibidas cerca de la frontera entre Israel y el Líbano en violación del acuerdo de alto el fuego. Otros sospechosos también habrían llegado violando el alto el fuego al sur del Líbano. El 1 de diciembre, las FDI identificaron a agentes de Hezbolá que, según afirmaron, les dispararon desde una iglesia en el sur del Líbano y mataron a varios.

## Reacciones

### Líbano
El primer ministro Najib Mikati hizo un llamamiento a la unidad en el Líbano tras la «fase más cruel de la historia libanesa», subrayando que el ejército libanés debe garantizar la seguridad en el sur del Líbano y que Israel debe respetar el acuerdo y retirarse del territorio libanés. Dijo que esperaba que se abriera una «nueva página» tras el alto el fuego.

### Israel
En un anuncio público emitido en la televisión israelí tras la deliberación sobre los términos del alto el fuego, el primer ministro Benjamin Netanyahu afirmó su apoyo al acuerdo sobre la base de que un alto el fuego permitiría a las FDI centrarse principalmente en las operaciones de la Franja de Gaza contra Hamás y en la lucha contra la «amenaza iraní». Afirmó que «estamos cambiando la faz de la región». Afirmó además que el alto el fuego se consideró debido al éxito declarado de Israel en la invasión israelí del Líbano de 2024 porque Hezbolá «ya no era el mismo grupo que lanzó una guerra contra nosotros», y que las Fuerzas de Defensa de Israel los habían «retrocedido décadas». También aseguró que el ejército israelí había logrado muchos de sus objetivos en la invasión y los ataques aéreos al matar a la mayoría de los líderes de Hezbolá y destruir un gran número de infraestructuras libanesas vinculadas a ellos.
El excónsul general y embajador israelí Alon Pinkas consideró que el acuerdo era «inejecutable» porque presuponía que el ejército libanés supervisaría la producción y distribución de armas. Calificó esta suposición de «imposible» debido a la independencia de Hezbolá respecto del ejército libanés en la distribución de armas y a su incapacidad para cooperar.
El ministro de Seguridad israelí y político de extrema derecha, Itamar Ben-Gvir, expresó su descontento con el acuerdo de alto el fuego debido a que no proporciona a Israel un «cinturón de seguridad», no permite a los israelíes regresar al norte de Israel y no proporciona resistencia al ejército libanés contra Hezbolá.